# Clonimiro
Clonimiro (in serbo Клонимир?, Klonimir; in greco bizantino Κλονίμηρος (trasl. Klonimeros) (Principato di Serbia, seconda metà del IX secolo – Principato di Serbia, 896 o qualche anno dopo) fu un nobile serbo della dinastia dei Vlastimirović e pretendente al trono del Principato di Serbia.
Suo padre e suo zio, i co-principi Stroimiro e Goinico, erano stati esiliati in Bulgaria con le loro famiglie dopo che il fratello maggiore Mutimiro li aveva spodestati e aveva tenuto per sé il trono serbo. Clonimiro sposò una nobildonna bulgara scelta dal khan Boris I in persona, da cui ebbe un figlio di nome Časlav. I discendenti dei tre rami esistenti dei Vlastimirović continuarono la faida per il trono serbo per oltre un secolo e Clonimiro tornò in Serbia nell'896 circa, quando tentò di impossessarsi del potere a scapito di suo cugino Petar, che regnava dall'891. Clonimiro riuscì a conquistare la città serba di Destinikon, ma il ben più potente Petar lo sconfisse e si presume che uccise pure Clonimiro in battaglia. Suo figlio Časlav divenne in seguito il più influente discendente della dinastia dei Vlastimirović, riuscendo a rivestire la carica principe di Serbia dal 927 al 960 e unificando diverse tribù della regione.

## Biografia

Europa centrale e sudorientale intorno all'850

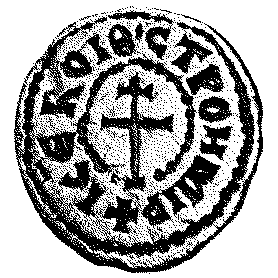
Sigillo del principe Stroimiro, padre di Clonimiro, risalente alla seconda metà del XI secolo

Le vicende storiche legate al principato serbo alto-medievale e alla dinastia dei Vlastimirović sono riportate essenzialmente dal De administrando imperio ("Sul governo dell'Impero, abbreviato in "DAI"), compilata dall'imperatore bizantino Costantino VII Porfirogenito (regnante dal 913 al 959). Vlastimiro, fondatore eponimo della dinastia dei Vlastimirović e principe serbo (noto nelle fonti bizantine con il titolo di "arconte") nel periodo compreso tra l'830 circa e l'851, scelse di allearsi con i bizantini e riuscì a surclassare la Bulgaria nel corso di una guerra durata tre anni (839-842). Ciò gli permise di espandere notevolmente i confini della Serbia verso ovest. Alla morte di Vlastimiro, avvenuta intorno all'850, il regno fu ereditato dai suoi tre figli, Mutimiro, Stroimiro e Goinico, anche se in questo triumvirato il ruolo più influente era detenuto dal primogenito, ovvero Mutimiro. Nell'853 circa, un esercito bulgaro guidato da Vladimiro, figlio di Boris I di Bulgaria, invase la Serbia nel tentativo di vendicarsi della precedente sconfitta (guerra bulgaro-serba (853)). Le armate serbe, agli ordini di Mutimiro e dei suoi fratelli, surclassarono i bulgari, facendo prigioniero Vladimiro e dodici boiardi. Boris I e Mutimiro si accordarono per la cessazione delle ostilità e forse suggellarono persino un'alleanza.
Per ragioni ignote, in seguito insorse un conflitto interno che portò Mutimiro a bandire i due fratelli minori, i quali chiesero asilo al khan bulgaro Boris I nell'855-856. Destituiti entrambi i suoi consanguinei, Mutimiro regnò poi come unico sovrano fino all'891. Sia Stromiro sia Goinico persero i loro titoli di principi di Serbia e furono trattenuti a Pliska, la capitale bulgara, quando il khan decise di tenerli come prigionieri per evitare una nuova crisi dei rapporti bilaterali con la Serbia. Nonostante tutto, i due fratelli esiliati furono trattati bene dai bulgari, come dimostra il fatto che il khan Boris in persona provvide a combinare il matrimonio di Clonimiro con una donna ignota. Mutimiro, dal canto suo, costrinse il figlio di Goinico, Petar, a rimanere alla sua corte per ragioni politiche. Ciononostante, poiché temeva di ricevere lo stesso trattamento del padre, Petar riuscì comunque a fuggire dopo poco tempo in Croazia. I discendenti dei figli di Vlastimiro continuarono a lottare per il trono per tutto il prosieguo del secolo.
Alla cristianizzazione dei serbi che andava ormai completandosi fece seguito l'istituzione del cristianesimo come religione di stato. Il principe Mutimiro chiese infatti all'imperatore bizantino Basilio I il Macedone (r. 867-886) di inviare dei sacerdoti in territorio serbo; in quel frangente, Mutimiro accettò la richiesta di vassallaggio e di autorità nominale sulla Serbia richiesta da Basilio e, poco dopo, partirono dei chierici da Costantinopoli.
Dopo la morte di Mutimiro, avvenuta nell'890 o 891, il dominio della Serbia fu ereditato dai suoi tre figli, Pribislavo, Bran e Stefano (chiamati i Mutimirović); anche in questo triumvirato il ruolo maggiormente di spicco fu riservato al primogenito, ovvero a Pribislavo. Tuttavia, la parentesi al potere di Pribislavo durò meno di un anno, poiché suo cugino Petar tornò in Serbia dalla Croazia e prevalse in battaglia contro Pribislavo. Petar acquisì il trono serbo nell'892 circa. In seguito, i tre figli di Mutimiro decisero di lasciare la Serbia alla volta della Croazia, dove cercarono rifugio e aiuto per la loro causa. Nell'894 circa, Bran cercò di spodestare Petar con l'aiuto dei croati, ma non ebbe successo, finendo catturato e accecato.
Nell'896 circa, Clonimiro lasciò la Bulgaria alla testa di un esercito che gli aveva affidato in gestione Boris I, il quale aveva deciso di sostenere la sua faida in Serbia. Forte del sostegno bellico, Clonimiro fece il suo ingresso nella città di Destinikon (in greco Δεστινίκον, riportata anche nella forma in serbo Достиника? Destinika), con l'intento di impadronirsi del trono. L'esatta ubicazione di questa città non è stata individuata dagli storici, poiché il De administrando imperio afferma soltanto che essa era una delle otto città fortificate (καστρα) della «battezzata Serbia» (senza contare quelle facenti parte dei principati serbi marittimi). Il sostegno più o meno ampio riservato a Clonimiro dai bulgari dimostra che Petar aveva cattivi rapporti con la Bulgaria. Tuttavia, Clonimiro non ebbe successo e Petar, che si trovava in una situazione di vantaggio in termini di potenza, fu capace di surclassarlo e di ucciderlo. Poco dopo, Petar fu riconosciuto come sovrano della Serbia dallo zar bulgaro Simeone, evento a cui fece seguito la firma di una pace e di un'alleanza dalla durata ventennale.

## Conseguenze
Petar non ruppe mai la pace con i bulgari, malgrado probabilmente non fosse contento di quello che sembrava più essere un rapporto di sudditanza piuttosto che una vera e propria alleanza da pari a pari. Questa insoddisfazione, unita alle guerre di successione dei tre rami dei figli di Vlastimiro avrebbero giocato un ruolo chiave nella guerra bulgaro-bizantina del 913-927. Tuttavia, secondo il De administrando imperio, Petar avrebbe regnato dipendendo formalmente da Leone VI il Saggio.
Il figlio di Clonimiro, Časlav, si rivolse ai bulgari nel tentativo di conquistare la Serbia nel 924 con il supporto del loro esercito. Tuttavia, i bulgari lo ingannarono e annessero al loro impero la Serbia, fino a quando Časlav tornò dall'esilio nel 927 dopo la morte di Simeone I e affermò il suo dominio sulla Serbia alleandosi con i bizantini.

### Esplicative
1. ↑  Secondo il De administrando imperio, Clonimiro provò senza fortuna per due anni di acquisire il titolo dopo l'attacco di Bran (De administrando imperio, pp. 156, 299).

  - T. Živković (Živković (2007), p. 28), J. v. A. Fine (Fine (1991), p. 154), V. Ćorović (Ćorović (2001), cap. 2, V), K. Jireček ( Konstantin Jireček, Geschichte der Serben, vol. 1, Hakkert, 1967.), S. M. Ćirković e J. Lelewel collocano questi tentativi nell'896.
  - Č. Popov, F. Šišić ( Ferdo Šišić, Geschichte der Kroaten, vol. 1, Matica Hrvatska, 1917,  pp. 119-124.), J. Jireček ( Pavel Jozef Šafárik e Josef Jireček, Sebraneʹ spisy, vol. 2, Bedřich Tempskʹy, 1863,  p. 268.) e P. J. Šafárik ( Pavel Jozef Šafárik e Josef Jireček, Sebraneʹ spisy, vol. 2, Bedřich Tempskʹy, 1863,  p. 268.) ritengono che gli eventi ebbero luogo nell'897.
  - F. Curta (Curta (2006), p. 211) B. Ferjančić ( Recueil de Travaux de l'Institut des Études Byzantines, vol. 36, Naučno delo, 1997,  pp. 51-52.) ritengono che gli eventi ebbero luogo nell'897 o nell'898.
2. ↑  Nel De Administrando Imperio, il suo nome è riportato nella forma Κλονίμηρος (De administrando imperio, pp. 156, 299.
«Κλονίμηρος [Klonimeros], figlio di Stroimer, principe dei Serbi»), reso in serbo come "Klonimir" (Клонимир). Il suo nome è stato trascritto in latino come "Clonimerus" (J. van Meurs, G. S. Assemani e J. G. Stritter) o "Clonimer" (G. Lucio e A. Banduri) ( Anselmo Banduri, Imperium orientale sive Antiquitates Constantinopolitanae in quatuor partes distributae, Ex typographia B. Javarina, 1729  [1711],  p. 60.). Il suo nome completo nella storiografia è riportato come "Klonimir Strojimirović" (Fine (1991), p. 154;  Ferdo Šišić, Geschichte der Kroaten, vol. 1, Matica Hrvatska, 1917,  pp. 119-124.) (Клонимир Стројимировић) ( Recueil de Travaux de l'Institut des Études Byzantines, vol. 36, Naučno delo, 1997,  pp. 51-52.) e di rado come "Klonimir Vlastimirović" (Клонимир Властимировић) ( Đorđe Strizović, Прошлост која живи, Доситеј, 2004.). Il nome "Klonimir" deriva dall'imperativo in slavo "kloniti" e dal sostantivo "mir" ((HR) Mate Šimundić, Rječnik osobnih imena [Dizionario dei nomi di persona], Nakladni zavod Matice hrvatske, 1988,  p. 175, ISBN 978-86-40-10037-3.)

### Bibliografiche
1. ↑   Prospetto cronologico della storia della Dalmazia: con riguardo alle provincie slave contermini, Tip. Fratelli Battara, 1863,  p. 88.
2. ↑  Stephenson (2000), p. 41.
3. ↑  Živković (2006), pp. 12-13.
4. ↑  Fine (1991), pp. 108, 110.
5. 1 2 3  (EN) Đ. Đekić, Why did prince Mutimir keep Petar Gojnikovic?, in Teme, vol. 33, n. 2, 2009,  pp. 683-688.
6. 1 2 3 4 5 6 7 8  Fine (1991), p. 141.
7. 1 2  Ćirković (2004), p. 15.
8. ↑  (EN) Stephen Neil Scott, The Collapse of the Moravian Mission of Saints Cyril and Methodius, the Fate of the Disciples, and the Christianization of the Southern Slavs, Berkeley, University of California, 1989,  p. 157.
9. ↑  Vlasto (1970), p. 208.
10. ↑  De administrando imperio, cap. 29.
«La maggior parte di questi Slavi [Serbi, Croati] non erano nemmeno battezzati, e rimasero non battezzati abbastanza a lungo. Ma al tempo di Basilio, l'imperatore amante di Cristo, essi inviarono degli agenti diplomatici, pregandolo e supplicandolo che quelli di loro che non erano battezzati potessero ricevere il battesimo e che potessero essere, come erano stati in origine, soggetti all'impero dei Romani; e quel glorioso imperatore, di benedetta memoria, li ascoltò e inviò un agente imperiale e dei sacerdoti con lui e battezzò tutti quelli che non erano battezzati delle suddette nazioni.»
11. 1 2 3  Ćorović (2001), cap. 2, V: Срби између Византије, Хрватске и Бугарске.
«Intorno all'890, Petar Gojniković fuggì dalla Croazia e raggiunse la Serbia dopo la morte di Mutimiro. Egli rovesciò il figlio ed erede di Mutimiro, Pribislavo, si stabilì nel paese e mantenne il trono per più di un quarto di secolo. I tre figli di Mutimiro cercarono rifugio dai croati e lì chiesero asilo e supporto. Il tentativo del fratello di mezzo Bran di rovesciare Petar con il sostegno croato non ebbe successo e avvenne intorno all'894. Lo stesso Bran sarebbe stato catturato e accecato. Fallì pure il tentativo di Clonimiro, che irruppe dalla Bulgaria e conquistò la città di Dostinica intorno all'896. Petar, la figura più carismatico, resistette a tutti. Apparentemente ruppe i rapporti con i croati, malgrado essi gli giurarono fedeltà fin dall'inizio, probabilmente perché prima anelavano a una ricompensa per le proprie azioni, salvo poi aiutare i pretendenti al trono. All'inizio Petar, probabilmente tramite suo padre o zio o parenti lì, si avvicinò ai bulgari e divenne amico del loro nuovo sovrano Simeone (dall'893). Sicuro su quel lato, iniziò ad espandersi verso ovest, a spese dei governanti di Hum e Neretlia.»
12. 1 2  De administrando imperio, pp. 156, 299.
13. ↑  Novaković (1981), pp. 61-63.
14. ↑  Fine (1991), p. 154.
15. 1 2  Kovačević e Jovanović (2002), p. 180.
«Questo attacco di Clonimiro dimostra chiaramente che Petar non era in buoni rapporti con la Bulgaria; ciononostante, poco dopo fece amicizia con l'allora sovrano bulgaro Simeone [...]»
16. ↑  Curta (2006), p. 211.
17. ↑  De administrando imperio, cap. 32, p. 156.
18. ↑  Fine (1991), p. 159.

### Fonti primarie
- Costantino Porfirogenito, De administrando imperio, a cura di Gyula Moravcsik, traduzione di Romillyi J. H. Jenkins, Dumbarton Oaks Center for Byzantine Studies, 1967, ISBN 978-0-88402-021-9.

### Fonti secondarie
- (EN) Sima Ćirković, The Serbs, Malden, Blackwell Publishing, 2004, ISBN 978-14-05-14291-5.
- (SR) Vladimir Ćorović, Историја српског народа [Storia del popolo serbo], ed. online, Belgrado, Janus; Ars Libri, 2001  [1997].
- (EN) Florin Curta, Southeastern Europe in the Middle Ages, 500-1250, Cambridge, Cambridge University Press, 2006, ISBN 978-0-511-81563-8.
- (EN) John Van Antwerp Jr. Fine, The Early Medieval Balkans: A Critical Survey from the Sixth to the Late Twelfth Century, Ann Arbor, University of Michigan Press, 1991, ISBN 0-472-08149-7.
- (HR) Ljubomir Kovačević e Ljubomir Jovanović, Istorija Srpskoga Naroda: Najstarija Istorija [Storia della nazione serba: l'epoca più antica], vol. 1, Čigoja štampa, 2002.
- (BS) Relja Novaković, Gde se Nalazila Srbija od VII do X Veka [Dove si trovava la Serbia del XII-X secolo], Belgrado, Narodna knjiga, 1981,  pp. 61-63.
- (EN) Paul Stephenson, Byzantium's Balkan Frontier: A Political Study of the Northern Balkans, 900-1204, Cambridge University Press, 2000, ISBN 978-0-521-02756-4.
- (EN) Alexis P. Vlasto, The Entry of the Slavs into Christendom: An Introduction to the Medieval History of the Slavs, Cambridge, Cambridge University Press, 1970, ISBN 978-05-21-07459-9.
- (SR) Tibor Živković, Портрети српских владара: IX-XII век [Ritratti di sovrani serbi (secoli IX-XII)], Belgrado, Zavod za udžbenike, 2006, ISBN 86-17-13754-1.
- (EN) Tibor Živković, The Golden Seal of Stroimir (PDF), in Historical Review, vol. 55, Belgrado, Istorijski institut, 2007,  pp. 23-29. URL consultato il 2 luglio 2023 (archiviato dall'url originale il 24 marzo 2018).